# Міські голови Херсону
| Початок    | Кінець     | Ім'я                                   | Посада                                                 | Партія                        |
| ---------- | ---------- | -------------------------------------- | ------------------------------------------------------ | ----------------------------- |
| 1800       | 1821       | Д'Альбрант Лев (Луїз-Людовик) Осипович |                                                        |                               |
|            |            | Панголов                               |                                                        |                               |
|            |            | Тропін                                 |                                                        |                               |
|            |            | Попов                                  |                                                        |                               |
| 14.02.1866 | 23.06.1866 | Волохін Олександр Іванович             |                                                        |                               |
| 02.04.1871 | 05.1872    | Троцкевич Микола Степанович            |                                                        |                               |
| 06.1872    | 07.1875    | Волохін Олександр Іванович             |                                                        |                               |
| 1875       | 1892       | Іовець-Терещенко Василь Григорович     |                                                        |                               |
| 1893       | 1899       | Волохін Іван Іванович                  |                                                        |                               |
| 1900       | 15.07.1901 | Горловський Дмитро Миколайович         | в.о. міського голови                                   |                               |
| 15.07.1901 | 24.06.1909 | Беккер Михайло Євгенович               |                                                        |                               |
| 15.10.1909 | 03.1917    | Блажков Микола Іванович                |                                                        |                               |
| 03.1917    |            | Яковенко Євген Іванович                |                                                        |                               |
| 03.1944    | 05.1944    | Сокирко Костянтин Андрійович           |                                                        |                               |
| 05.1944    | 04.1945    | Гармаш Федір Олексійович               |                                                        |                               |
| 05.1945    | 09.1946    | Колісниченко Федір Васильович          |                                                        |                               |
| 09.1946    | 01.1948    | Шпак Никифор Євтихійович               |                                                        |                               |
| 01.1948    | 10.1950    | Смолянець Петро Андрійович             |                                                        |                               |
| 10.1950    | 03.1955    | Бондар Іван Іванович                   |                                                        |                               |
| 03.1955    | 03.1963    | Данилов Леонід Володимирович           |                                                        |                               |
| 03.1963    | 01.1966    | Косенко Микола Васильович              |                                                        |                               |
| 01.1966    | 06.1971    | Яковенко Петро Андрійович              |                                                        |                               |
| 06.1971    | 05.1973    | Гульчак Анатолій Борисович             |                                                        |                               |
| 05.1973    | 02.1980    | Масенков Віктор Петрович               |                                                        |                               |
| 02.1980    | 06.1983    | Вербицький Олександр Євгенович         |                                                        |                               |
| 06.1983    | 05.1990    | Калиничев Микола Олександрович         |                                                        |                               |
| 05.1990    | 02.1991    | Щербина Валентина Василівна            |                                                        |                               |
| 02.1991    | 07.1994    | Швидкой Олег Володимирович             |                                                        |                               |
| 07.1994    | 09.1997    | Коберник Людмила Миколаївна            |                                                        |                               |
| 1998       | 2002       | Ординський Микола Миколайович          |                                                        |                               |
| 2002       | 2012       | Сальдо Володимир Васильович            |                                                        | Партія регіонів               |
| 2012       | 2014       | Бережна Зоя Яківна                     | в.о. мера                                              | Партія регіонів               |
| 2014       | 2015       | Сальдо Володимир Васильович            | мер                                                    | Партія регіонів               |
| 2015       | 2020       | Миколаєнко Володимир Васильович        | мер                                                    | БЮТ, далі безпартійний        |
| 2020       | 2022       | Колихаєв Ігор Вікторович               | мер                                                    | Блок Порошенка «Нам тут жити» |
| 09.2022    | 03.2023    | Лугова Галина Леонідівна               | начальник Херсонської міської військової адміністрації | «Нам тут жити»                |
| 03.2023    | 04.2025    | Мрочко Роман Миколайович               | начальник Херсонської міської військової адміністрації |                               |
| 06.2025    | т/ч        | Шанько Ярослав Вікторович              | начальник Херсонської міської військової адміністрації |                               |